# Кубок северной Норвегии
Ку́бок се́верной Норве́гии (Кубок Нур-Но́рге) (норв. Nord-Norgesmesterskap i fotball) — футбольный турнир Норвегии, разыгрывавшийся с 1929 по 1969 годы. Был образован клубами Нур-Норге, потому что до 1962 года они не допускались к участию в Кубке Норвегии. После допуска клубов Нур-Норге в общенациональный Кубок, турнир потерял своё значение и с 1969 года не проводится.

## Победы в турнире
- 9: Будё-Глимт, Харстад, Мёльнер*
- 4: Нарвик/Нор*
- 3: Тромсё
- 1: ИФ Флоя

Примечание: в 1996 году, после объединения с Нарвик/Нор, у Мёльнера стало 13 побед в Кубке .